# いっちゃん!リレーマラソン
いっちゃん!リレーマラソン、通称：リレマラは、富山県射水市の太閤山ランドにて毎年6月の第1日曜日に開催されている北日本放送主催のマラソン大会である。富山県に本社がある日医工（初開催時から第9回（2021年）まで）および日本海ガス絆ホールディングス（2022年（第10回） - ）が冠スポンサーであるため、 正式大会名称は、○○（冠スポンサー）presents いっちゃん!リレーマラソンであり、いっちゃん!リレーマラソンの後に年号（西暦）が付記される。

## 概要
- 2012年6月3日に初開催された。
- 一般の参加者だけではなく、北日本放送のアナウンサーもマラソンに参加しており、毎年2名程のゲストも参加している。
- 毎年、コスプレ衣装などを着用して走る仮装ランナー選手権があり、ゼロいちの放送中に表彰式が行われていた。
- 大会翌日のいっちゃん☆KNBではダイジェストとして放送される。
- 新型コロナウイルスの影響により、2020年は未開催。翌2021年はオンライン開催となり、KNBアプリでのエントリーに限定しスマホの歩数計アプリ等を用いた上で完走用の専用フォームに歩数計アプリ等のスクリーンショットを添付して送信する。また、参加者の走っている姿をカメラで撮影して投稿するフォトコンテストも同時開催。

## 開催日
- 毎年6月の第1日曜日。
  - 2020年は新型コロナウイルス感染拡大の影響で、9月22日の開催に変更されたが、その後中止が決まった。

## コース
- フルマラソン
- ハーフマラソン
- ファミリーラン

## 運営
- 主催 - 北日本放送

## 優勝チーム
-数字- は優勝回数、 記録 は（当時の）大会記録。
|   | 開催日       | チーム     | 記録          |
| - | ------------ | ---------- | ------------- |
| 1 | 2017年6月4日 | Team Hally | 2時間10分08秒 |

|   | 開催日       | チーム                        | 記録          |
| - | ------------ | ----------------------------- | ------------- |
| 1 | 2017年6月4日 | 北陸電力 営業本部 Dreamチーム | 1時間12分19秒 |

## 生中継

### テレビ
ゼロいちにて2017年まで毎年、12:00 - 12:55まで会場から全編生放送されていた。

### ラジオ
毎年、10:00 - 14:25まで会場から生放送されている。（2022年は12:00まで）
YouTube
2023年よりKNB公式チャンネルにてライブ放送された。

## ゲスト参加者
2017年
- 長谷川理恵
- 郡司恭子（日本テレビアナウンサー）

2022年
- 安田美沙子

2023年
- おばたのお兄さん
- 武田真一（元NHKアナウンサー）

2024年
- 山下健二郎（三代目 J SOUL BROTHERS）

2025年
- ヤーレンズ

## 関連番組
- ゼロいち（全編生放送）
- いっちゃん☆KNB（当日の模様をダイジェスト放送）